# Острово (Коми)
Острово (коми Ді) — деревня в Удорском районе Республики Коми в составе городского поселения Благоево.

## География
Расположена на правом берегу реки Вашка на расстоянии примерно в 51 км по прямой на запад-юго-запад от районного центра села Кослан.

## История
Известна с 1893 года. В 1918 году здесь (деревня Остров) было дворов 21 и жителей 100, в 1920 (Островская) 20 и 95, в 1970 100 человек, в 1989 9, в 1995 14.

## Население
Постоянное население составляло 3 человека (коми 100 %) в 2002 году, 4 в 2010.